# Andrew Chetcuti
Andrew Chetcuti, född 19 november 1992 i Pietà, är en maltesisk simmare.
Chetcuti tävlade för Malta vid olympiska sommarspelen 2012 i London, där han blev utslagen i försöksheatet på 100 meter frisim. Vid olympiska sommarspelen 2016 i Rio de Janeiro blev Chetcuti också utslagen i försöksheatet på 100 meter frisim. Vid olympiska sommarspelen 2020 i Tokyo slutade Chetcuti på 49:e plats på 100 meter frisim och blev återigen utslagen i försöksheatet.